# Horodyszcze (Biała Podlaska)
Pour les articles homonymes, voir Horodyszcze.
Horodyszcze (prononciation : [xɔrɔˈdɨʂt͡ʂɛ]) est un village polonais de la gmina de Wisznice dans le powiat de Biała Podlaska de la voïvodie de Lublin dans l'est de la Pologne.
Il se situe à environ 5 kilomètres au sud-ouest de Wisznice (siège de la gmina), 32 kilomètres au sud de Biała Podlaska (siège du powiat) et 71 kilomètres au nord-est de Lublin (capitale de la voïvodie).
Le village comptait approximativement une population de 841 habitants en 2008.

## Histoire
Horodyszcze, qui avait des droits et statut d'une ville à partir du milieu du XVIe siècle jusqu'en 1879, remonte au Moyen Age. Le village a été mentionné dans les documents de 1446, et jusqu'en 1944, était une propriété privée de plusieurs familles nobles, dont les Polubinski.

Le village dispose de vestiges d'un village médiéval avec un cimetière. Les deux sont maintenant des sites archéologiques, et sont situés au sud de Horodyszcze. En outre, le village a un palais classiciste et le parc (1818-1824), conçu par Antonio Corazzi pour Julian Frankowski.
De 1975 à 1998, le village est attaché administrativement à la voïvodie de Biała Podlaska.

Depuis 1999, il fait partie de la voïvodie de Lublin.